# 8725 Кейко
8725 Кейко (8725 Keiko) — астероїд головного поясу, відкритий 5 жовтня 1996 року.
Тіссеранів параметр щодо Юпітера — 3,693.